# سجائر نيوبورت

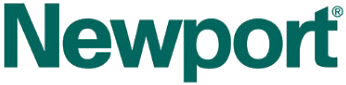

نيوبورت هي علامة تجارية أمريكية لسجائر المنثول، مملوكة وتُصَنع حاليًا من قبل شركة آر جي رينولدز للتبغ. سُميَت في الأصل نسبة إلى ميناء نيوبورت، رود آيلاند.

## التاريخ
تم إطلاق نيوبورت في عام 1957 من قبل شركة لوريلارد للتبغ. نشأت السيجارة داخل أيرلندا وقُدمَت للثقافة غالبًا للشاربين الذكور في ذلك الوقت. ويهدف الشراع المعروض على كل العبوات منذ أواخر خمسينيات القرن الماضي إلى الاستفادة من الارتباط بالإبحار.
تمتلك نيوبورت الأصلية مرشح (فلتر) أبيض ولمسة من النعناع؛ كلاهما اختفيا في عام 1969 بالتالي تم استبدال المرشح الأبيض بآخر قياسي. تم الترويج لسجائر نيوبورت الكلاسيكية ذات النكهة الكاملة لعدة سنوات باعتبارها سجائر تسمح لك "بالاستمتاع بنكهة المنثول الكاملة، دون تغطية طعم التبغ النقي".
في منتصف الثمانينات، بدأت نيوبروت الحملة الإعلانية التي تستهدف الأمريكيين الأفارقة في المناطق الحضرية. وخلال عاميين أصبحت نيوبورت خامس أكثر السجائر شعبية في السوق. ولهذا السبب اكتسبت نيوبورت حصة مسيطرة في سوق الأمريكيين الأفارقة؛ أشارت دراسة استقصائية عام 2005 إلى أن 49.5% من إجمالي مبيعات السجائر للأمريكيين الأفارقة كانت من سجائر نيوبورت. أصبحت نيوبورت ثاني أفضل علامة سجائر تجارية مبيعًا في الولايات المتحدة منذ عام 1996، تتبع فقط علامة ألتريا مارلبورو التجارية (Altria's Marlboro brand).
وجدت دراسة أجرتها مؤسسة روبرت وود جونسون عام 2004 أن نسبة المدخنين المراهقين لسجائر نيوبورت قد تضاعفت بين عامي 1989 و1996. وأشارت الباحثة كارين جيرلاك أن نيوبورت أحرزت تقدم كبير جدًا مع أسواق المراهقين من الأمريكيين من أصل إسباني والأمريكين البيض في تلك السنوات. وأشار تقرير مديرية الصحة العامة في ولاية ماساتشوستس عام 1998 أن سجائر نيوبورت إلى جانب سجائر كاميل (Camel)غير المفلترة تحتوي على أعلى مستويات النيكوتين في السجائر الموجودة في السوق. وفي الأعوام الستة القادمة زادت لوريلارد للتبغ (Lorillard Tobacco) كمية النيكوتين في نيوبورت بنسبة 10%.
في عام 2005، استحوذت شركة آر جي رينولدز للتبغ على نيوبورت وشركة لوريلارد للتبغ بأكملها مقابل 27.4 مليار دولار. وحتى شهر حزيران (يونيو) عام 2016، استمرت شركة  ITG Brands بتصنيع منتجات نيوبورت لشركة رينولدز في مصنع لوريلارد السابق في جرينسبورو، ولاية نورث كارولينا.
تشكل نيوبورت حوالي 35% من مبيعات سجائر المنثول في الولايات المتحدة. وهي العلامة التجارية الأكثر شعبية للسجائر المنثول التي تباع في الولايات المتحدة منذ عام 1993.

## الإعلان

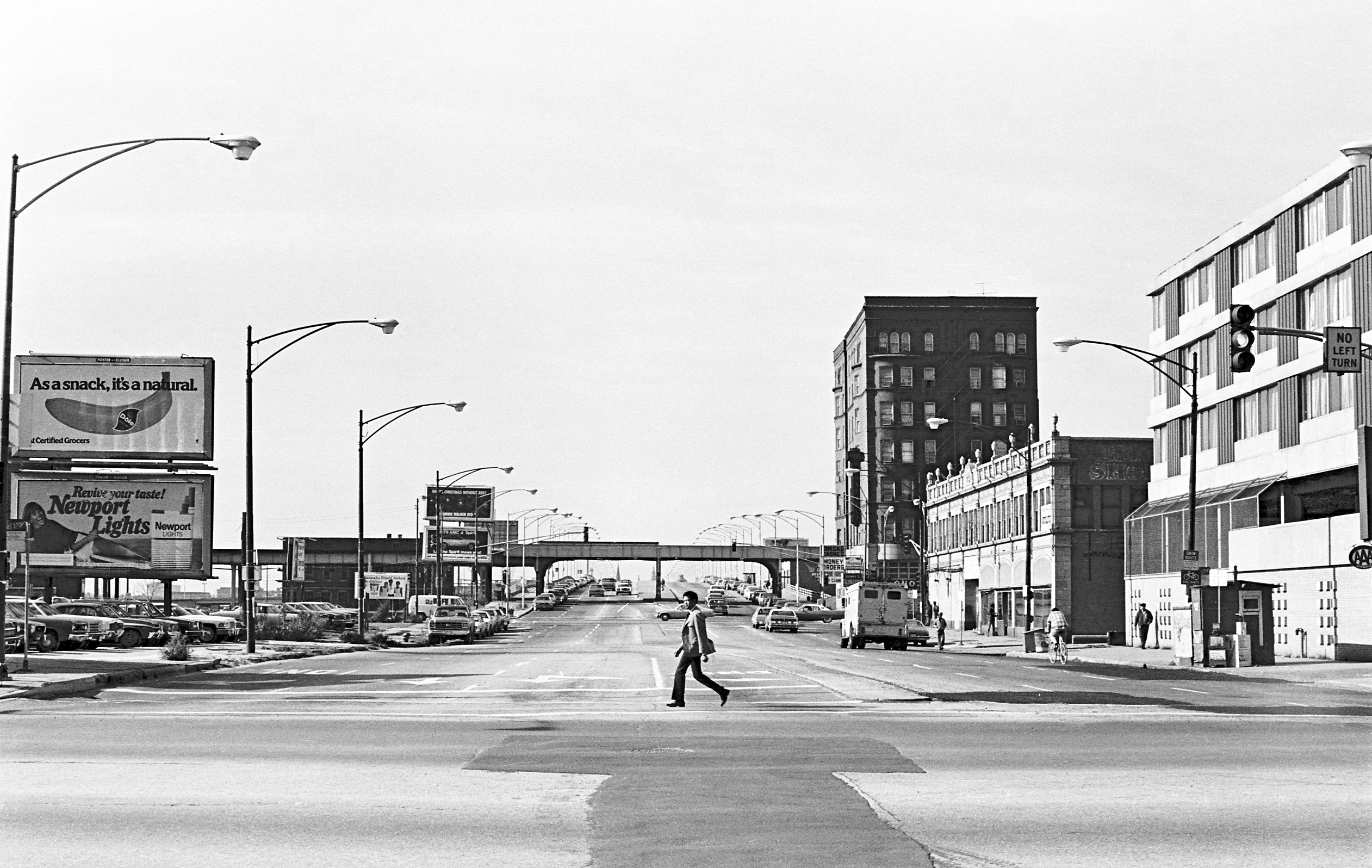
صورة عام 1978 لملصق إعلاني لنيوبورت لايتس على طريق روزفلت غرب شارع ميشيغان، شيكاغو.

أعلنت شركة لوريلارد (Lorillard) عن نيوبورت بطرق مختلفة. وتم إنشاء الإعلانات التلفزيونية في الستينيات للترويج للعلامة التجارية. وبمجرد أن تم حظر الإعلانات التلفزيونية في الولايات المتحدة، أعلنت الشركة عن العلامة التجارية من خلال الملصقات الإعلانية. تترواح إعلانات نيوبورت منذ عام 1980 إلى وقتنا الحاضر وتتميز شعارات حملتها "متعة نيوبورت (Newport Pleasure)" أو "حي ومستمتع (Alive with Pleasure)". ويمنح الشعار الأخير للمشاهد ادعاء صحي لاشعوري. يعد جانب المتعة في هذه الحملات جزءًا مهمًا من استهداف الشباب؛ حيث يصور سجائر نيوبورت على أنها ممتعة، ومثيرة وجنسية دون وعي.

## الأسواق
يتم بيع نيوبورت بشكل أساسي في الولايات المتحدة، ولكن تم بيعها أيضًا ومازالت تُباع في أنتيغوا وجزر فيرجن البريطانية ولوكسمبورغ وفنلندا وسنغافورة.  